# Eriosorus sellowianus
Eriosorus sellowianus là một loài thực vật có mạch trong họ Adiantaceae. Loài này được (Mett.) Copel. miêu tả khoa học đầu tiên năm 1947.